# Temporada 1952-53 de los Indianapolis Olympians
La Temporada 1952-53 fue la cuarta y última de los Indianapolis Olympians en la NBA. La temporada regular acabó con 28 victorias y 43 derrotas, ocupando el cuarto puesto de la División Oeste, clasificándose para los playoffs, en los que perdieron en las semifinales de división ante los Minneapolis Lakers.

## Elecciones en elDraft
| Ronda | Puesto | Jugador     | Posición  | Nacionalidad   | Universidad      |
| ----- | ------ | ----------- | --------- | -------------- | ---------------- |
| 1     | 4      | Joe Dean    | Base      | Estados Unidos | Louisiana State  |
| 2     | 14     | Bob Zawoluk | Ala-Pívot | Estados Unidos | St. John's       |
| -     | -      | Gene Rhodes | Base      | Estados Unidos | Western Kentucky |

## Temporada regular
| División Central         | División Central | División Central | División Central | División Central | División Central | División Central | División Central | División Central |
| Equipo                   | G                | P                | %                | PD               | Casa             | Fuera            | Neutral          | Div              |
| ------------------------ | ---------------- | ---------------- | ---------------- | ---------------- | ---------------- | ---------------- | ---------------- | ---------------- |
| x-Minneapolis Lakers     | 48               | 22               | .686             | -                | 24-2             | 16-15            | 8-5              | 17-13            |
| x-Rochester Royals       | 44               | 26               | .629             | 4                | 24-8             | 13-17            | 7-1              | 27-13            |
| x-Fort Wayne Pistons     | 36               | 33               | .522             | 11.5             | 25-9             | 8-19             | 3-5              | 18-22            |
| x-Indianapolis Olympians | 28               | 43               | .394             | 20.5             | 19-14            | 4-23             | 5-6              | 15-26            |
| Milwaukee Hawks          | 27               | 44               | .380             | 21.5             | 14-8             | 3-24             | 10-12            | 15-26            |

## Playoffs

### Semifinales de División
Minneapolis Lakers - Indianapolis Olympians
| Fecha       | Partido                                          | Ciudad       |
| ----------- | ------------------------------------------------ | ------------ |
| 22 de marzo | Minneapolis Lakers 85, Indianapolis Olympians 69 | Minneapolis  |
| 23 de marzo | Indianapolis Olympians 79, Minneapolis Lakers 81 | Indianapolis |
|             | Minneapolis gana las series 2-0                  |              |

## Estadísticas
| Rk | Jugador         | Edad | P  | PT | MP   | TC  | TCI  | %TC  | 3P | 3PI | %3P | TL  | TLI | %TL  | RO | RD | RT   | AS  | RB | TAP | BP | FP  | PTS  |
| 1  | Leo Barnhorst   | 28   | 71 |    | 40.4 | 5.7 | 14.6 | .389 |    |     |     | 2.3 | 3.6 | .629 |    |    | 6.8  | 3.9 |    |     |    | 3.5 | 13.6 |
| 2  | Joe Graboski    | 23   | 69 |    | 40.1 | 3.9 | 11.6 | .340 |    |     |     | 5.1 | 7.4 | .682 |    |    | 10.0 | 2.3 |    |     |    | 4.4 | 13.0 |
| 3  | Bill Tosheff    | 26   | 67 |    | 36.7 | 3.8 | 11.7 | .323 |    |     |     | 3.8 | 4.7 | .806 |    |    | 3.4  | 3.6 |    |     |    | 3.6 | 11.3 |
| 4  | Paul Walther    | 25   | 67 |    | 36.8 | 3.4 | 9.6  | .352 |    |     |     | 3.9 | 5.3 | .746 |    |    | 4.2  | 3.1 |    |     |    | 3.9 | 10.7 |
| 5  | Bob Lavoy       | 26   | 70 |    | 33.2 | 3.2 | 8.0  | .402 |    |     |     | 2.4 | 3.5 | .694 |    |    | 7.5  | 1.9 |    |     |    | 3.9 | 8.8  |
| 6  | Mel Payton      | 26   | 66 |    | 21.6 | 2.6 | 7.3  | .357 |    |     |     | 1.8 | 2.4 | .745 |    |    | 4.7  | 1.2 |    |     |    | 1.8 | 7.1  |
| 7  | Gene Rhodes     | 25   | 65 |    | 17.9 | 1.7 | 5.3  | .319 |    |     |     | 1.8 | 2.6 | .704 |    |    | 1.5  | 1.4 |    |     |    | 1.2 | 5.2  |
| 8  | Ralph O'Brien   | 24   | 34 |    | 15.5 | 1.7 | 5.6  | .311 |    |     |     | 1.7 | 1.9 | .877 |    |    | 1.5  | 1.0 |    |     |    | 1.1 | 5.1  |
| 9  | Zeke Zawoluk    | 22   | 41 |    | 15.2 | 1.3 | 3.7  | .367 |    |     |     | 1.9 | 2.8 | .664 |    |    | 3.6  | 0.8 |    |     |    | 2.0 | 4.6  |
| 10 | Ed Mikan        | 27   | 43 |    | 13.2 | 0.9 | 3.7  | .247 |    |     |     | 1.2 | 1.5 | .813 |    |    | 2.7  | 0.4 |    |     |    | 2.0 | 3.0  |
| 11 | Don Hanrahan    | 23   | 18 |    | 6.7  | 0.6 | 1.8  | .344 |    |     |     | 0.6 | 0.8 | .733 |    |    | 1.7  | 0.6 |    |     |    | 1.3 | 1.8  |
| 12 | Kleggie Hermsen | 29   | 6  |    | 6.7  | 0.7 | 3.7  | .182 |    |     |     | 0.3 | 0.5 | .667 |    |    | 2.0  | 0.7 |    |     |    | 2.0 | 1.7  |
| 13 | Bob Naber       | 23   | 4  |    | 2.8  | 0.0 | 1.0  | .000 |    |     |     | 0.3 | 0.5 | .500 |    |    | 1.3  | 0.3 |    |     |    | 1.5 | 0.3  |